# Вулиця Александра Дюма
Вулиця Александра Дюма (груз. ალექსანდრ დიუმას ქუჩა) — вулиця в історичному районі Старий Тбілісі міста Тбілісі. Простягається від вулиці Коте Абхази до Срібної вулиці (Верцхлі).
Названа на честь відомого французького письменника Александра Дюма (1802—1870), який відвідав місто в 1858.

## Історія
Виникла на початку XIX століття. У давнину вона називалася Спаською, назва пов'язана з каплицею імені Спасителя, що стоїть на вулиці, де лежала ікона Спасителя. Згідно історії, з давніх-давен навіть вірмени-григоріани щосуботи ходили сюди молитися. У 1818 році грузинський екзарх Феофілакт урочисто переніс ікону в храм Сіоні, в результаті чого вулицю було перейменовано.
1841 року вулиця була включена до складеного списку вулиць Тбілісі під назвою Брудна вулиця (північна ділянка), Велика (південна ділянка), Соломонівська.
У радянські часи носила ім'я Желябова на честь революціонера-народника Андрія Івановича Желябова (1851—1881).
Із 2016 року вулиця закрита для проїзду автотранспорту та є повністю пішохідною.
30 вересня 2018 року біля одного з барів на вулиці було вбито правозахисника Віталія Сафарова.

## Відомі жителі
буд. 14 — Александр Дюма